# Skrill

Логотип Moneybookers

Skrill (до 2011 — Moneybookers) — британська електронна платіжна система.

## Історія
Ім'я moneybookers.com зареєстровано 18 червня 2001, а офіційне відкриття відбулось 1 квітня 2002. Це британська платіжна система, яка була створена компанією Gatcombe Park Ventures для здійснення міжнародних платежів і переказів.
Система придбана компанією Investcorp Technology Partners за 105 мільйонів Євро у березні 2007.
9 березня 2009 компанія виставлена на продаж з попередньою вартістю 365 мільйонів фунтів.
Практично кожна людина або організація за допомогою Skrill можуть безпечно і швидко відправляти та отримувати платежі он-лайн у реальному часі. Головною перевагою платіжної системи Moneybookers вважається її універсальність, оскільки вона зручна у використанні як для приватних осіб, так і для власників інтернет-магазинів і банків.
Можливості платіжної системи Skrill:
- для роботи не потрібна установка додаткового програмного забезпечення;
- номером рахунку користувача є його адреса електронної пошти;
- мінімальна сума переказу — 1 евроцент (або еквівалент в іншій валюті);
- можливість автоматичного відправлення коштів за розкладом без участі користувача;
- за здійснення транзакції стягується комісія системи, яка становить 1 % від суми платежу й утримується з відправника. Комісія не може перевищувати 0,5 євро, незалежно від суми платежу.

Для передачі інформації в системі Skrill використовуються SSL протокол, з величиною ключа 128 біт. Крім того система не допускає анонімних реєстрацій користувацьких рахунків, що значною мірою знижує ризик шахрайства з коштами.
У березні 2021 року Skrill оголосив про нове партнерство з футбольною командою англійської Прем'єр-ліги "Лідс Юнайтед".